# إدموند غريندال
كان إدموند غريندال (حوالي 1519-6 يوليو 1583) أسقف لندن، ورئيس أساقفة يورك، ورئيس أساقفة كانتربيري في عهد إليزابيث الأولى. برز غريندال بسرعة في الكنيسة في عهد إدوارد السادس، على الرغم من أنه ولد بعيدًا عن مراكز السلطة السياسية والدينية، ووصل إلى مرحلة الترشح لمنصب أسقف لندن، ولكن وفاة الملك منعه من تولي المنصب. كان غريندال من مؤيدي المذهب الكالفيني والبيوريتاني (التطهيري) إلى جانب غيره من المنفيين المريميين. لجأ غريندال إلى أوروبا القارية في عهد ماري الأولى. عاد واستأنف ازدهاره في الكنيسة في عهد إليزابيث، وبلغ ذروته بتعيينه في أعلى منصب.
كانت أواخر القرن السادس عشر فترة تغيير كبير في الكنيسة الإنجليزية، بعد الاستيطان الإليزابيثي (تسوية إليزابيث الدينية). لم يُنظر إلى غريندال تاريخيًا كزعيم بارز للكنيسة بشكل خاص، ولكن أُعيد إحياء سمعته من خلال الدراسات النقدية الحديثة، والتي تؤكد أنه حصل على دعم زملائه الأساقفة، ووضعت مسارًا لتطوير الكنيسة الإنجليزية في أوائل القرن السابع عشر.

## المنفى
استقال غريندال من منصبه السابق ككاهن فخري في وستمنستر بحلول 10 مايو 1554؛ وذلك على الرغم من أنه لم يتأثر سياسيًا بالأحداث التي أحاطت باستلام ماري الأولى للعهد في أكتوبر 1553؛ وشق طريقه إلى ستراسبورغ كواحد من المنفيين المريميين. كان في فرانكفورت في عام 1554 حيث حاول تسوية الخلافات بين أتباع ريتشارد كوكس، الذين اعتبروا كتاب الصلاة لعام 1552 على أنه كمال الإصلاح، وأتباع جون نوكس، الذين أرادوا المزيد من التبسيط.

## أسقف لندن
عاد غريندال إلى إنجلترا في يناير 1559 بصحبة صديقه إدوين سانديز في اليوم الذي توجت فيه إليزابيث الأولى؛ وسرعان ما اجتمع مع مجموعة الرجال الذين سيكونون في مركز تأسيس الكنيسة المصلحة. عُيِّن في لجنة مراجعة الشعيرة الدينية، وكان أحد الممثلين البروتستانتيين في مؤتمر وستمنستر. انتُخِب في يوليو 1559 رئيسًا لقاعة بيمبروك خلفًا لتوماس يونغ المتمرد (1514 -1580)، وأصبح أخيرًا أسقف لندن خلفًا لإدموند بونر، وذلك بعد ست سنوات من ترشيحه لأول مرة في عهد إدوارد. عيّن غريندال صديقه الشهيد جون فوكس كاهنًا خلال تلك الفترة.
كان لدى غريندال مخاوف بشأن الملابس والآثار الأخرى «للباباوية»، وكذلك حول «إراستية» حكومة إليزابيث الدينية. كان غريندال بروتستانتيًا صارمًا، ولم يمانع في التوصية بأن كاهنًا كاثوليكيًا «يمكن أن يتعرض لبعض العذاب»، وكتب إلى وليام سيسيل في أكتوبر 1562 متوسلًا لمعرفة «ما إذا كان ملك نافارا (نبرّة)، جوليان الثاني، قد قُتِل، وذلك بسبب نيته في إلقاء خطاب ديني على منبر صليب الوعظ في كاتدرائية القديس بولس، واستغلاله لتلك الفرصة لذكر أحكام الله عليه». كان غريندال مترددًا في تنفيذ الأحكام على الإنجليز التطهيريين، وفشل في إعطاء ماثيو باركر الكثير من المساعدة في إعادة بناء نسيج الكنيسة الإنجليزية الممزق.
افتقر غريندال إلى هذا الإيمان الراسخ بالأهمية القصوى للتوحيد والأوتوقراطية التي مكنت جون وايتغيفت من اضطهاد غير الملتزمين الذين كان لاهوتهم مطابقًا للاهوته. ورطت لندن، التي كانت دائمًا أسقفية صعبة، الأسقف سانديز في مشاكل مماثلة عندما ذهب غريندال إلى يورك. أثارت محاولات غريندال لفرض استخدام الرداء الكهنوتي احتجاجات غاضبة، خاصة في عام 1565 عندما أُوقِف العديد من غير الملتزمين، وذلك على الرغم من أن باركر قال إن غريندال «لم يكن حازمًا وخطيرًا بما يكفي لحكومة لندن». تطور هذا إلى حركة انفصالية شكلت كنيسة لندن السرية. داهم غريندال أماكنهم بشكل متكرر وسجن المصلين، ولكنه اتفق، بشكل عام ولفترات قصيرة، مع مجلس الملكة الخاص على «نقلهم ليكونوا متوافقين مع اللباقة». أدان غريندال من تلقاء نفسه توماس كارترايت أمام المجلس في عام 1570. جلب له إحراق كاتدرائيته في عام 1561 مخاوف أخرى بسبب عدم مساهمة العلمانيين وحتى رجال الدين من أبرشيته بشكل كافِ لإعادة بناءها؛ وذلك على الرغم من أن غريندال نفسه ساهم بمبلغ 1200 جنيه إسترليني من أجل ذلك.

## رئيس أساقفة يورك
أصبح غريندال في عام 1570 رئيس أساقفة يورك حيث وُجِد القليل من التطهيريين، وكان الإكراه مطلوبًا بشكل أساسي للكاثوليك الرومان. قالت رسالته الأولى من مقر إقامته في كاود إلى سيسيل إنه لم يُستقبل بشكل جيد؛ وأن طبقة النبلاء لم «تتأثر جيدًا بالدين الإلهي، وبقيت العديد من الممارسات الخرافية بين عامة الناس». اعترف نقاده الأنجليكانيون بأنه عمل على فرض التوحيد ضد الروم الكاثوليك بحسن نية وذكاء كبير.
كان يجب عليه أن يوفر الرضا العام، إذ كان هناك شخصان مختلفان تمامًا مثل سيسيل (لورد بورغلي حينها) ودين نويل اللذان أوصيا بشكل مستقل بتعيين غريندال خلفًا لباركر قبل وفاته؛ وتحدث عنه إدموند سبنسر بحفاوة في عمله الشعري بعنوان تقويم الرعاة باعتباره «ألغرند الراعي اللطيف».

## رئيس الأساقفة في مدينة كانتربيري
عُيِّن غريندال رئيس أساقفة كانتربيري في 26 يوليو 1575، وذلك على الرغم من عدم وجود دليل فعلي على أن رئيس الأساقفة الجديد قد زار مقر أسقفيته، كانتربيري، ولا حتى من أجل تنصيبه.
رغب بورغلي في التوفيق بين التطهيريين المعتدلين، ونصح غريندال بالتخفيف من الصرامة التي ميزت معاملة باركر لغير الملتزمين. حاول غريندال بالفعل إصلاح المحاكم الدينية، ولكن نشاطه توقف بسبب خلاف مع الملكة. أرادت إليزابيث أن يقمع غريندال «النبوءات» أو اجتماعات التدريب على الخطبة، والمناقشة التي أصبحت رائجة بين رجال الدين التطهيريين، وأرادت منه ردع الوعظ أيضًا. لم ينفذ غريندال التعليمات، وردّ برسالة من 6000 كلمة تدافع عن النبوءات قائلًا: «إنني أفضل أن أسيء إلى جلالتك الدنيوية بدلًا من الإساءة إلى جلالة الله السماوية». أُبعِد غريندال عن اختصاصه القضائي في يونيو 1577 من أجل العصيان، ولكن استمر عمله الروحي. وقف غريندال حازمًا، إذ أبلغ السكرتير ويلسون بورغلي أن الملكة ترغب في تجريد رئيس الأساقفة في يناير 1578. أُقنِعت الملكة بالعدول عن هذه الرغبة المتطرفة، ولكن عزل غريندال استمر على الرغم من التماس من الدعوة في عام 1581 لإعادته إلى منصبه. اقترحت إليزابيث عليه بعد ذلك بالاستقالة؛ ولكنه رفض ذلك. أعيد غريندال إلى منصبه بعد اعتذاره من الملكة في نهاية عام 1582. ازداد مرضه مع الوقت، فتوفي أثناء التحضير لاستقالته، ودُفن في كنيسة كرويدون مينستر.